# Karabin Tabatière

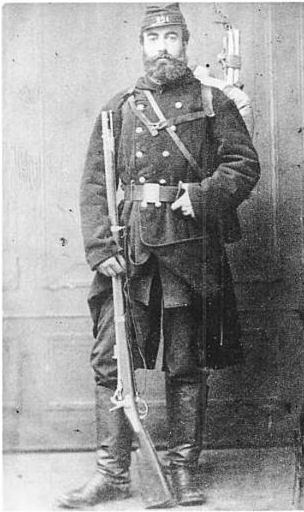
Żołnierz Gwardii Narodowej wyposażony w karabin Tabatière, ok. 1870 r

Karabin Tabatière (fr. tabakiera) – zbiorcza nazwa kilku typów francuskich karabinów 
 odtylcowych, używanych przez armię francuską podczas wojny francusko-pruskiej, powstałych przez konwersję broni odprzodowej (głównie systemu Minié) przez zamontowanie do nich zamka blokowego.
Kiedy Armia Francuska przyjęła na wyposażenie karabin Chassepot Mle1866, pozostały jej duże ilości karabinów ładowanych odprzodowo, które stały się przestarzałe. W roku 1864 rozpoczął się proces ich przerabiania, poprzez montowanie zamków odtylcowych. Ze względu na kształt zamka, przypominający tabakierę zyskały on sobie miano système Tabatière.
Przebudowano w ten sposób karabiny piechoty Mle 1853 i Mle 1822, jazdy (Mle 1867 Tabatiere fusil de Dragon i Mle 1859 Carabine de Chasseur) i żandarmerii. Wszystkie te karabiny te miały duży kaliber (17,6 – 18,2 mm), ale były gorszą bronią od Chassepotów; cięższa amunicja powodowała też, że żołnierze mieli przy sobie zazwyczaj mniej nabojów. Z tego powodu uzbrajano w nie głównie oddziały pomocnicze Gwardii Narodowej, były też na wyposażeniu oddziałów fortecznych.
System Tabatiere był wariantem systemu Snidera, użytym we brytyjskiej konwersji karabinu Enfield. Współwłaścicielem patentu był Francuz Schneider. 

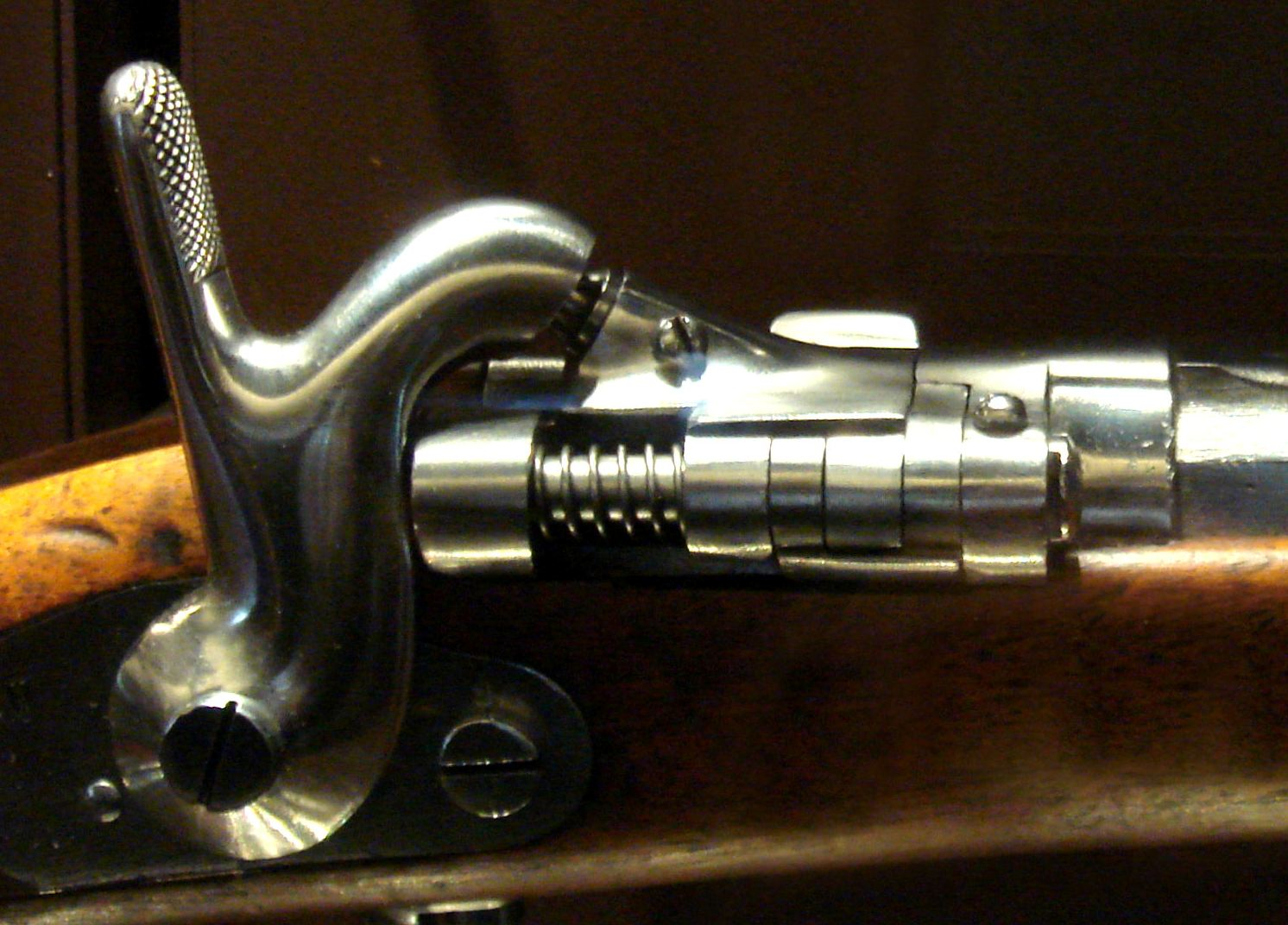
Widok z boku zamka systemu Tabatiere
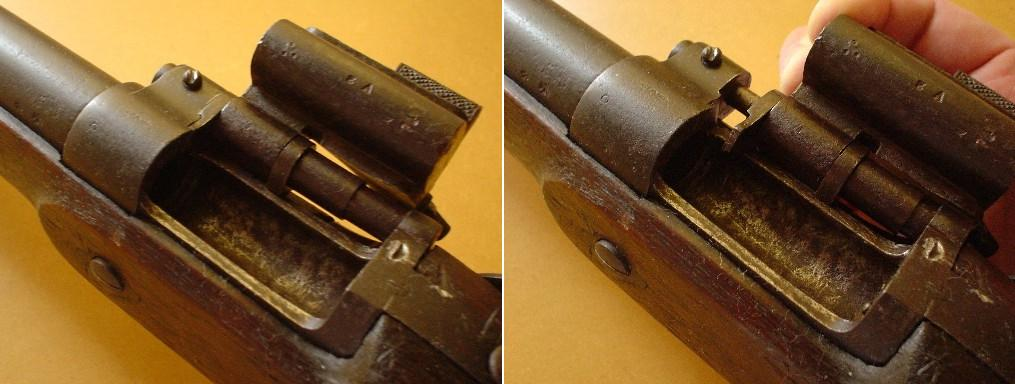
Otwarty zamek systemu Snidera, pokazujący zasadę działania. Karabiny Tabatiere miały ścięty blok za zamkiem, co ułatwiało operowanie nabojem dużego kalibru